# Мёртвый человек
«Мёртвый человек» (нем. Toter Mann, также «Мертвец») — немецкий художественный телефильм 2001 года, драматический триллер, снятый режиссёром Кристианом Петцольдом по собственному сценарию. В главной роли выступила Нина Хосс, впоследствии сыгравшая главные женские роли ещё в нескольких фильма Петцольда.

## Сюжет
Томас вместе с братом Рихардом работает в юридической фирме в Штутгарте. Однажды в бассейне Томас обращает внимание на молодую женщину, которая, уходя, роняет вещи, и Томас догоняет её, чтобы отдать книгу. Через несколько дней он случайно замечает эту женщину с подругой в ресторане «Amici», когда Рихард пытается познакомиться с подругой. В следующее посещение бассейна Томас подходит к женщине и предлагает подвезти её на машине, но она отказывается. На улице, видя, что женщина не стала ждать автобуса на остановке, а пошла через лес, Томас следует за ней. На мосту они заговаривают друг с другом и договариваются о свидании в ресторане. Однако в ресторан Лайла приходит лишь к закрытию, и Томас предлагает пойти к нему домой, где он разогреет пиццу. Дома Томас кормит Лайлу, они пьют вино и слушают музыку, а затем Лайла засыпает под музыку. Утром Томаса будит Рихард, которого за постоянные измены выгнала жена. Томас обнаруживает пропажу своего ноутбука. При этом он не знает, где искать Лайлу.
Тем временем женщина уезжает за город, снимает там пустой дом и устраивается в столовую для рабочих. В их числе есть несколько бывших заключённых, проходящих социальную адаптацию. На одного из них, Блюма, Лайла обращает повышенное внимание, что не укрывается от приятеля Блюма. Лайла как будто случайно время от времени оказывается рядом с Блюмом и наконец знакомится с ним. При этом Блюм — клиент Томаса, который навещает его и даже заходит в столовую, где с ним чуть не сталкивается Лайла. Дома Томас обнаруживает Рихарда в постели с Зофи, подругой Лайлы, которую он ранее видел в ресторане. Утром, когда Рихард уходит, Томас узнаёт у подруги фамилию и примерный район проживания Лайлы. Найдя дом, где она жила до отъезда, он в её вещах находит книгу с советами женщинам, как познакомиться с мужчиной, и понимает, что и происшествие в бассейне, и опоздание в ресторан были неслучайны.
Через знакомого в полиции Томас узнаёт девичью фамилию Лайлы и понимает, что Блюм в опасности. Тем временем Лайла уже пригласила Блюма к себе на ужин. Томас приезжает и предупреждает Блюма, что ему грозит опасность, однако Блюм не говорит адвокату о Лайле. Дома у Лайлы Блюм видит, что она выливает что-то в его бокал с вином. Выпив вино, он теряет сознание, а приходит в себя уже в тёмной комнате, которую Лайла специально приготовила для мести Блюму. Четырнадцать лет назад он жестоко убил сестру Лайлы, за что потом отсидел срок в тюрьме и психиатрических клиниках. Лайла хочет убить Блюма, привязанного к железной кровати, ножницами так же, как он убил её сестру. В это время Томасу удаётся узнать, что Лайла работала в столовой, и найти её дом, но он не знает, где вход в потайную комнату. Видя готовность Блюма умереть, Лайла внезапно освобождает его и, обессилев, садится рядом. Он просит её уйти, но в это время прибывшая полиция начинает стучать в дверь. Подняв ножницы над головой, Блюм делает так, чтобы ворвавшиеся полицейские расстреляли его. Утром Лайлу увозит карета «Скорой помощи», куда подсаживается Томас и берёт женщину за руку.

## В ролях

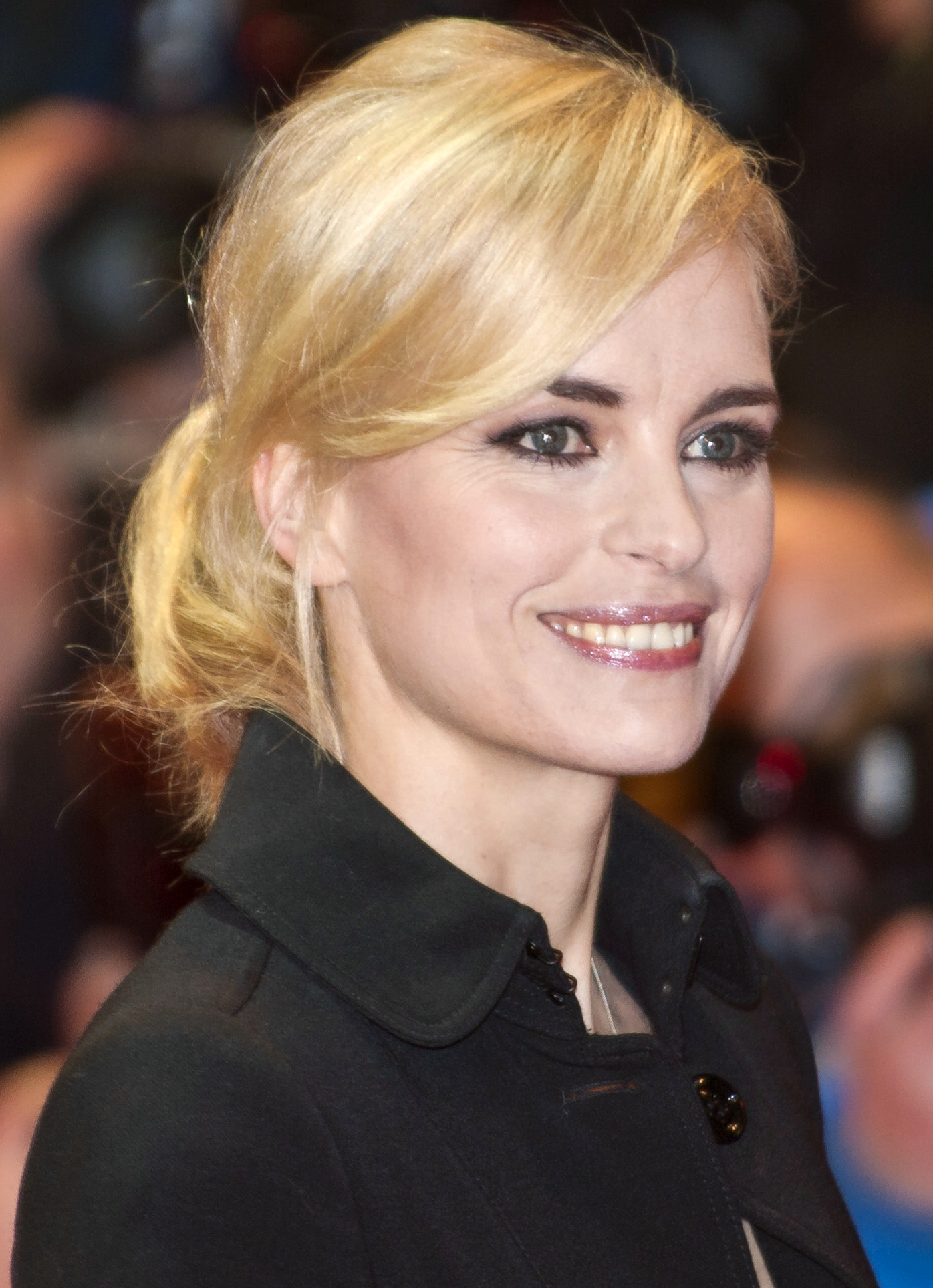
Нина Хосс в 2011 году

| Актёр             | Роль                    |
| ----------------- | ----------------------- |
| Нина Хосс         | Лайла                   |
| Андре Хеннике     | Томас                   |
| Генрих Шмидер     | Рихард                  |
| Катрин Ангерер    | Зофи подруга Лайлы      |
| Свен Пиппиг       | Блюм бывший заключённый |
| Хеннинг Пекер     | Отт бывший заключённый  |
| Михаэль Гербер    | владелец дома           |
| Франциска Трёгнер | заведующая столовой     |

## Производство
Затраты на производство фильма составили около 1,2 миллиона евро.
В фильме несколько раз звучит песня «What the World Needs Now Is Love» в исполнении Дайон Уорвик. Чрезмерно высокие затраты на лицензию на эту песню, которые не могли бы быть собраны из-за низкого ожидаемого количества зрителей, рассматриваются как одна из причин, по которой фильм вышел только на телевидении и не был показан в кинотеатрах.
В фильме упоминается фильм «Под мостами» (нем. Unter den Brücken, 1944) известного кинорежиссёра Хельмута Койтнера.

## Награды
- 2002 — Fernsehfilmfestival Baden-Baden — лучший фильм[3]
- 2002 — Deutscher Fernsehpreis — лучший режиссёр; лучшая мужская роль
- 2003 — Adolf-Grimme-Preis[4]

## Отзывы
Райнер Титтельбах называет «Мёртвого человека» «своего рода фильмом о неудачной любви». Он также передаёт слова Петцольда о том, что это «фильм о трёх людях, один из которых не имеет права любить, второй не может любить и третий не хочет любить».